# 水谷覚夢
水谷 覚夢（みずたに かくむ）は江戸時代後期の尾張藩士、本草学者。嘗百社盟主水谷豊文の父。

## 概要
延享4年（1747年）10月19日、尾張藩士水谷光長の子として生まれた。享和2年（1802年）3月4日隠居し、長男水谷豊文に家督を譲った。
松平君山に本草学を学び、虎薬師僧某、總見寺塔頭陽嵓院和尚某、柳薬師僧某等を同学とし、毎月17日に集って本草会を開いたという。なお、明治に史料の読み違えから覚夢自身が柳薬師僧との誤伝が生じた。
また、神波挺庵・全庵「尚左随筆」には鶴翁として載るが、覚夢翁の誤伝か、別号か不明。
また、画業も修め、玉泉と号したという。
文政13年（1830年）9月25日病没し、春日町泰昌寺に葬られ、廃寺後矢場町政秀寺に改葬された。

## 親族
水谷家は本姓藤原氏、本国は伊勢国で、水谷刑部少輔光房、右京進光久、郡太夫規久を経て、忠右衛門光平の代から尾張藩に仕え、覚夢で3代目という。
- 父：水谷友之右衛門光長[1]
- 伯父：水谷直之丞[1]
- 姉妹：政[1]
- 長男：水谷豊文 - 本草学者。
- 娘：本多武助妻[1]
- 子：兼松七之丞正盛[1]
- 子：水谷道三郎安則[1]
- 子：安藤鉄弥知義[1]